# Hangin' Tough (album New Kids on the Block)
Hangin' Tough è il secondo album discografico della boy band statunitense New Kids on the Block, pubblicato nel 1988.
Con vendite stimate di oltre 15 milioni di copie, è considerato il maggiore successo commerciale del gruppo.

## Descrizione
Dopo le scarse vendite del primo album, New Kids on the Block, la casa discografica aveva pianificato di rescindere il contratto del gruppo, ma furono convinti dal produttore Maurice Starr a registrare un secondo album. Grazie anche al passaggio dal bubblegum pop allo urban, Hangin' Tough ha gradualmente scalato le classifiche fino a raggiungere la vetta della Billboard 200 sul finire del 1989. L'album ha inoltre prodotto cinque singoli che entrarono nella Top 5 della Billboard Hot 100, rendendo i New Kids on the Block il primo gruppo di adolescenti in grado di ottenere un simile successo.

## Tracce
1. You Got It (The Right Stuff) – 4:13
2. Please Don't Go Girl – 4:31
3. I'll Be Loving You (Forever) – 4:28
4. Cover Girl – 4:08
5. I Need You – 3:38
6. Hangin' Tough – 4:18
7. I Remember When – 4:13
8. What'cha Gonna Do (About It) – 3:59
9. My Favorite Girl – 5:33
10. Hold On – 3:39

## Formazione
- Jordan Knight - voce, cori
- Jonathan Knight - voce, cori
- Joey McIntyre - voce, cori
- Donnie Wahlberg - voce, cori
- Danny Wood - voce, cori

Collaboratori
- Maurice Starr - produzione, strumenti vari

## Classifiche

### Classifiche settimanali
| Classifica (1988-90) | Posizione massima |
| -------------------- | ----------------- |
| Australia            | 7                 |
| Austria              | 8                 |
| Canada               | 2                 |
| Finlandia            | 2                 |
| Francia              | 43                |
| Germania             | 4                 |
| Giappone             | 31                |
| Norvegia             | 6                 |
| Nuova Zelanda        | 3                 |
| Paesi Bassi          | 33                |
| Regno Unito          | 2                 |
| Stati Uniti          | 1                 |
| Svizzera             | 19                |

### Classifiche di fine anno
| Classifica (1989) | Posizione |
| ----------------- | --------- |
| Australia         | 28        |
| Canada            | 11        |
| Regno Unito       | 88        |
| Stati Uniti       | 2         |
| Classifica (1990) | Posizione |
| Canada            | 17        |
| Francia           | 60        |
| Germania          | 22        |
| Nuova Zelanda     | 22        |
| Regno Unito       | 23        |
| Stati Uniti       | 13        |